# Guévin Tormin
Guévin Tormin (Asnières-sur-Seine, 28 oktober 1997) is een Frans voetballer die als vleugelspeler speelt. Hij tekende in 2018 bij Cercle Brugge.

## Clubcarrière
Tormin is afkomstig uit de jeugdopleiding van AS Monaco.Tijdens het seizoen 2017/18 werd hij verhuurd aan zusterclub Cercle Brugge, waar hij zes doelpunten in vierentwintig competitieduels maakte en zo een aandeel had in de promotie van de club naar de Jupiler Pro League. In het seizoen 2018/19 wordt hij opnieuw verhuurd aan de Bruggelingen.

## Clubstatistieken
| Seizoen | Club            | Competitie      | Competitie | Competitie | Beker | Beker | Internationaal | Internationaal | Totaal | Totaal |
| Seizoen | Club            | Competitie      | Wed.       | Dlp.       | Wed.  | Dlp.  | Wed.           | Dlp.           | Wed.   | Dlp.   |
| ------- | --------------- | --------------- | ---------- | ---------- | ----- | ----- | -------------- | -------------- | ------ | ------ |
| 2016/17 | AS Monaco       | Ligue 1         | 0          | 0          | 0     | 0     | 0              | 0              | 0      | 0      |
| 2017/18 | → Cercle Brugge | Eerste klasse A | 24         | 6          | 2     | 1     | —              | —              | 26     | 7      |
| 2018/19 | → Cercle Brugge | Eerste klasse A | 29         | 2          | 0     | 0     | —              | —              | 29     | 2      |
| 2019/20 | LB Châteauroux  | Ligue 2         | 1          | 0          | 0     | 0     | 0              | 0              | 1      | 0      |
| Totaal  | Totaal          | Totaal          | 54         | 6          | 2     | 1     | 0              | 0              | 56     | 7      |

## Interlandcarrière
Tormin kwam reeds uit voor verschillende Franse nationale jeugdelftallen. In 2018 debuteerde hij in Frankrijk –18.